# Borinský kanál
Borinský kanál je umělý občasný vodní tok na Záhorí na Slovensku, v okrese Malacky, v katastru obce Jakubov. Jeho celková délka činí 3,403 km, ale zatímco plocha odtokové oblasti dosahuje jen cca 2,058 km², plocha povodí je cca 3,927 km². Na toku se nacházejí tři přemostění. Jeho koryto vzniká nedaleko asfaltové "Dolečkovy" cesty z Jakubova do Gajar ve výšce 150 m n. m. a soutokem s Viničním kanálem v nadmořské výšce 144 m vytváří jako hlavní zdrojnice Lúčny kanál. Místo soutoku se nazývá Hoštáky.